# КК Војводина Србијагас
КК Војводина Србијагас је бивши кошаркашки клуб из Новог Сада. КК Војводина Србијагас је своје утакмице играо у дворани СПЕНС, чији је капацитет 7.022 гледалаца, као и у хали спортског центра Слана бара, капацитета 2.000 гледалаца.

## Историја
КК Војводина је настала половином 2000. године када је Нафтна индустрија Србије преузела оснивачка права и постала власник целокупног капитала КК Беобанка. У првој сезони у најбољој југословенској лиги, КК НИС Војводина заузео је осмо место и пласирао се у плеј-оф, где је елиминисан у првом колу, у две утакмице са подгоричком КК Будућност. У прва три кола те сезоне тренер је био Срђан Антић, а у четвртом екипу је преузео Милован Степандић и водио је до краја првенства. Најбољи стрелац КК НИС Војводина у тој сезони био је Златко Болић са укупно 485 (у просеку 22,04 по утакмици), а други Мијаило Грушановић са 293 постигнута коша (18,05 по утакмици).
Следеће сезоне КК НИС Војводина је освојио шесто место и поново се пласирао у плеј-оф. У првом колу је елиминисана од ФМП Железника. И у овој сезони тренер је био Степандић, а најбољи играч су били Грушановић и Болић.
У сезони 2002/03. је за тренера постављен Мирослав Николић. Војводина је освојила 8. место и пласирала се плеј-оф, где је елиминисана у првом колу, у две утакмице са Партизан Мобтелом. Најефикаснији играч Саша Вулета са укупно 348 кошева (15,13 по утакмици). Иза њега, са 291 кошева (12,65 по утакмици), био је Дејан Радоњић.
У сезони 2003/04. клуб је заузео треће место у Првенству Србије и Црне Горе (иза Партизана и Хемофарма) и пласирао се у Супер лигу. У тој лиги учествовале су 4 првопласиране екипе Прве лиге и 4 екипе из Србије и Црне Горе које су играле у Јадранској лиги, а НИС Војводина је била четврта и пласирала се у плеј-оф, а у полуфиналу је поражена у две драматичне утакмице од будућег шампиона Партизана. Поред тога, Војводина се пласирала и у полуфинале националног Купа Радивоја Кораћа, где је елиминисана од освајача тог трофеја, Црвене звезде. У Фибиној Евролиги Војводина је била четврта у Д групи и пласирала се у други круг, али је ту елиминисана од руске екипе Уникса из Казања. У сезони 2003/04. тренер је био Никола Лазић, а најбољи стрелац екипе био је Милан Гуровић, који је постигао укупно 708 поена (просек по утакмици 18,6), а поред њега су се истакли Американац Кибу Стјуарт, Ненад Чанак, Предраг Шупут и мађарски репрезентативац Иштван Немет.
На почетку сезоне 2004/05. на челу стручног штаба је, као и у сезони пре тога, био Никола Лазић. Њега је, у међувремену, заменио Јовица Арсић, да би у финишу сезоне екипу водио Владе Ђуровић. У тој сезони, клуб је освојио Куп Србије, победивши у финалном мечу, одиграном у Крагујевцу, нишки Ергоном. После 26 одиграних кола, НИС Војводина је освојила прво место у Атлас Пилс Првој лиги и пласирала се у Супер лигу, у којој је, на крају, била пета, изборивши право да се у сезони 2005/06. такмичи у Јадранској лиги. Најбољи стрелац у овој сезони је, рачунајући и утакмице Атлас Пилс Прве, и утакмице Супер лиге, био Кибу Стјуарт са укупно 641 поеном (просек по утакмици 17,3), а поред њега су се истакли Вања Плиснић, Милан Дозет, Феликс Којадиновић и Миљан Павковић.
Сезона 2005/06. је једна од најуспешнијих у клупској историји. Тим је те сезоне преузео Велимир Гашић, који се уједно и сматра најуспешнијим тренером КК Војводина од њеног оснивања. На њеном почетку, Војводина је представљала Србију и Црну Гору на Универзијади 2005. у Измиру, Турска, и освојила бронзану медаљу. У својој дебитантској сезони у Јадранској лиги, клуб успео је да се пласира на финални турнир у Сарајеву, заузевши 6. место. Војводина је сезону у Јадранској лиги завршила као тим са највише постигнутих поена у лиги. Пре почетка Супер лиге клуб је променио име у КК Војводина Србијагас. У Суперлиги у сезони 2005/06. клуб је освојио 6. место. У сезони 2007/08. клуб је заузео 5. место у Суперлиги, а у сезони 2008/09. је освојио 3. место у А групи Суперлиге, али није изборио пролаз у плеј оф, те сезоне је такође испао из Јадранске лиге завршивши сезону на последњем месту. Тренутно се такмичи у Кошаркашкој лиги Србије.
Пред почетак сезоне 2011/12. клуб је фузионисан са КК Нови Сад, али пошто је Нови Сад припојен Војводини Србијагас неће бити никаквих промена, фузија је извршена у циљу јачања клуба и обједињавања спонзора, а иза пројекта је стао и Град Нови Сад. Сезону 2011/12. Војводина је завршила као прва у КЛС и четврта у Суперлиги, док је у полуфиналу плеј офа поражена са 2:0 од Партизана. Војводина је исте резултате поновила и у сезони 2012/13, само што је овај пут као четврта у Суперлиги обезбедила учешће у Јадранској лиги, јер је број српских клубова у Јадранској лиги повећан са три на четири. У полуфиналу плеј офа је поново поражена са 2:0 од Партизана. Због финансијских проблема нису учествовали у Јадранској лиги 2013/14.
У сезони 2015/16. клуб је такмичење завршио на претпоследњем месту Кошаркашке лиге Србије, што је значило селидбу у нижи ранг. У августу 2016. КК Војводина Србијагас је објавила да у наредној сезони неће наступати ни у једном такмичењу, те да тиме практично престаје да постоји.

## Познатији играчи
| - Милан Гуровић - Никола Калинић - Иван Паунић - Златко Болић - Дејан Боровњак - Драгољуб Видачић - Чедомир Витковац - Владимир Голубовић - Мијаило Грушановић - Милан Дозет - Душан Ђорђевић - Миле Илић - Божо Ђумић | - Јово Станојевић - Вонтиго Камингс - Феликс Којадиновић - Милан Миловановић - Страхиња Милошевић - Иштван Немет - Јован Новак - Миљан Павковић - Вања Плиснић - Стефан Пот - Дејан Радоњић - Милош Борисов | - Кибу Стјуарт - Стефан Стојачић - Миленко Тепић - Реџи Фриман - Ненад Чанак - Филип Човић - Александар Чубрило - Предраг Шупут - Марко Шћекић - Марко Шутало |

## Познатији тренери
- Владе Ђуровић
- Мирослав Николић
- Зоран Сретеновић
- Велимир Гашић
- Милован Степандић
- Јовица Арсић
- Милан Минић
- Синиша Матић
- Никола Лазић